# Ngư học
Ngư học (từ tiếng Hy Lạp: ἰχθύς, ikhthus, "cá" và λόγος, biểu tượng, "nghiên cứu") là một nhánh của động vật học nghiên cứu về cá. Đối tượng bao gồm cá xương (Osteichthyes), cá sụn (Chondrichthyes), và cá không hàm (Agnatha). Trong khi một số lượng lớn các loài đã được phát hiện và mô tả, khoảng 250 loài mới được chính thức được khoa học khoa học miêu tả mỗi năm. Theo FishBase, 32.200 loài cá đã được mô tả đến tháng 3 năm 2012. Số loài cá còn nhiều hơn tổng số các loài động vật có xương sống khác như: động vật có vú, động vật lưỡng cư, bò sát và các loài chim.

## Hình ảnh

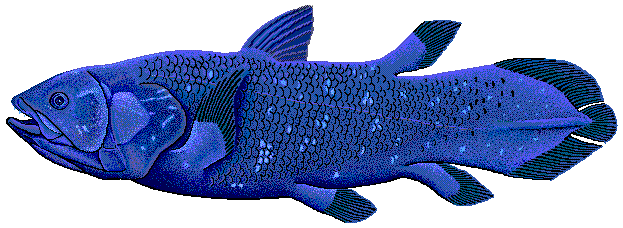
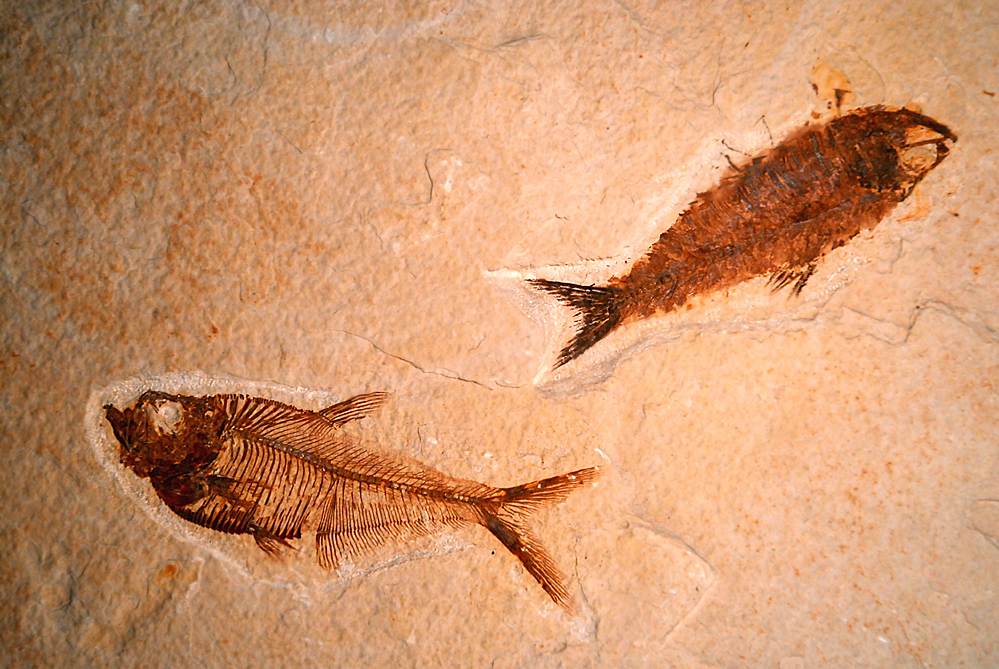
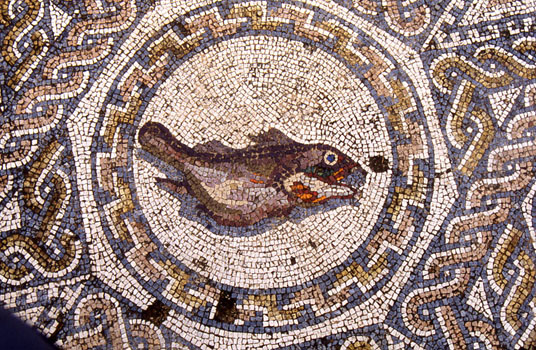
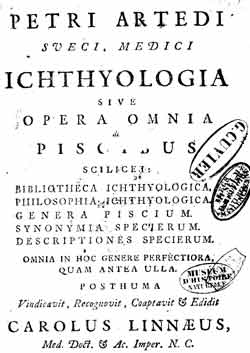